# اولریش شولتسه
اولریش شولتسه (به آلمانی: Ulrich Schulze) بازیکن فوتبال و دروازه‌بان اهل آلمان شرقی بود که از سال ۱۹۷۴ میلادی عضو تیم ملی فوتبال آلمان شرقی بوده‌است. وی در ۱ بازی ملی حضور داشت. اولریش شولتسه آخرین بازی ملی خود را در سال ۱۹۷۴ میلادی انجام داد.